# Amber (álbum)
Amber, lanzado por Warp Records en 1994, es el segundo álbum de larga duración del dúo de música electrónica Autechre. Presenta un sonido más ambiental, menos basado en el ritmo que en su debut Incunabula.
La portada está diseñada por The Designers Republic y muestra a las montañas Capadocia en Turquía.

## Lista de temas
1. "Foil" – 6:04
2. "Montreal" – 7:15
3. "Silverside" – 5:31
4. "Slip" – 6:21
5. "Glitch" – 6:15
6. "Piezo" – 8:00
7. "Nine" – 3:40
8. "Further" – 10:07
9. "Yulquen" – 6:37
10. "Nil" – 7:48
11. "Teartear" – 6:45